# Julia Fernández Zabaleta
Julia Fernández Zabaleta (Pamplona, 9 de octubre de 1898 - 16 de febrero de 1961) fue una profesora navarra defensora del feminismo y del euskera.

## Biografía
Julia Fernández nació en la calle Dormitalería de Pamplona en 1898. Tras realizar sus primeros estudios, estudió magisterio en la Escuela Normal de la plaza de San José y en 1916 obtuvo el título de maestra, con muy buenas notas y premio especial.
Como resultado de ello, en 1916 recibió una beca del Ayuntamiento para estudiar en Barcelona con la pedagoga italiana Maria Montessori.
Trayectoria profesional
Entusiasta de esa pedagogía innovadora, la implantó en las Escuelas Municipales de Pamplona, donde obtuvo una plaza por oposición.
Fue una mujer pionera, feminista y abertzale y su labor docente se centró fundamentalmente en la educación de la mujer y del euskera y se destacó por se defensora del feminismo internacional y del euskera, que aprendió de adulta. Fue además sindicalista, afiliada al sindicato abertzale ELA.
El 15 de enero de 1921 tomó parte en la creación de la Asociación de Antiguas Alumnas de la Escuela Normal de Maestras de Pamplona; escuela que fue clave, junto con la Escuela Normal y la Escuela del Hogar, para impulsar la promoción cultural y profesional de las mujeres navarras de principios del siglo XX.En 1924 pronunció charlas en San Sebastián defendiendo posturas progresistas respecto al papel de las mujeres en el nacionalismo vasco, posturas que compartió con otras mujeres como Katalina Alastuey y María Biskarret.
En cuanto a la defensa y promoción del euskera, colaboró con Real Academia de la Lengua Vasca y con la Asociación Euskal-Esnalea con el objetivo de participar en su difusión y tomó parte en más de una ocasión en iniciativas públicas a favor del euskera en la Cuenca de Pamplona, y también en otras regiones vascófonas.
En 1923 intervino en la celebración del Euskal Eguna, que organizó la Real Academia de la Lengua Vasca en Santesteban los días 7, 8 y 9 de septiembre, acto en el que pronunció un discurso en euskera, que se recoge en el número 10 de la revista Gure Herria de 1923.
En la época de la Segunda República propició la difusión de la organización Emakume Abertzale Batza (EAB) en Pamplona y algunas localidades de Navarra. EAB era la organización de mujeres del Partido Nacionalista Vasco, fundada en Bilbao, pero extendida posteriormente a otros territorios de Euskal Herria, organización en la que intentó conseguir la autonomía organizativa, sin conseguirlo.
Desde 1933 en los estatutos del PNV figuraron con los mismos derechos los hombres y las mujeres y Julia fue una de las pocas mujeres que logró desempeñar en el partido algún cargo.
Posteriormente formó parte de la comisión creada por el Gobierno Vasco en 1936 para estudiar las bases de la futura Universidad Vasca.

## Posguerra
En 1936 fue apartada de su trabajo docente por motivos políticos, acusada de ser contraria al régimen y, en 1951, fue amenazada de excomunión por la Iglesia católica. Hasta 1958 no pudo ejercer la docencia de forma oficial, aunque sí que lo hizo de forma privada.

## Premios y reconocimientos
- Tiene dedicado un espacio circular para hacer gimnasia en el parque de las Pioneras de Pamplona, en reconocimiento a su labor docente y a sus trabajos en favor del euskera.[8]

- En su funeral, el 17 de febrero de 1961, recibió un homenaje de la organización EAB, de manos de una antigua afiliada que colocó sobre su ataúd un ramo de flores, con los colores de la ikurriña.[9]

- En 2024, el Ayuntamiento de Pamplona decidió poner el nombre de varias calles y plazas de Chantrea Sur en honor a 10 mujeres represaliadas por el franquismo : Julia Fernández Zabaleta, Julia Bea Soto, Dora Serrano Serrano, Aurora Gómez Urrutia ; Mª Luisa Elío Bernal; Josefina Guerendiain Caro ; Nemesia Baztán Turrau ; Ramona Zapatero Zapatel ; Matilde Huici Navaz y Mª Carmen Húder Carlosena . [10]
- En 2024 se ha representado la pastoral sobre Julia Fernández Zabaleta organizada por la Asociación Cultural Zaldiko Maldiko de Pamplona, con el texto escrito por Mikel Taberna, y la colaboración de Ihitz Iriart como director. Se ofrecieron dos funciones los días 4 y 12 de mayo respectivamente. [11] La tercera se realizó el 12 de octubre y la última actuación fue en Zubero, en el castillo inflable del colegio Altzai el 19 de octubre. [12]